# Dichaetophora pseudocyanea
Dichaetophora pseudocyanea är en tvåvingeart som först beskrevs av Hu och Masanori Joseph Toda 1999.  Dichaetophora pseudocyanea ingår i släktet Dichaetophora och familjen daggflugor. Inga underarter finns listade i Catalogue of Life.